# 淺野氏
淺野氏，是日本一個武家氏族，家紋是淺野鷹之羽。宗家是廣島藩主，支流是赤穗藩主。祖先是清和源氏賴光土岐氏庶流土岐光衡次男土岐光時在土岐郡淺野仕官的時候開始改名淺野的姓氏。
在淺野長勝的時代，是織田氏的弓道眾，長勝的養女彌彌與木下藤吉郎婚姻，地位得以提升。之後在淺野長政的時代，先後為近江坂本城城主、若狭小浜城城主，成為了甲斐國22萬石大名，並於豐臣秀吉晚年，以五奉行之身分活躍。在淺野長晟的時代，更成為42萬石的大名，淺野管治到廢藩置縣為止，明治時代其子孫成為華族。

## 外部連結
- 武家家傳 淺野氏 （页面存档备份，存于）